# Cam An Nam
Cam An Nam là một xã thuộc huyện Cam Lâm, tỉnh Khánh Hòa, Việt Nam.
Xã Cam An Nam có diện tích 13,57 km², dân số năm 1999 là 4793 người, mật độ dân số đạt 353 người/km².